# フォルクスワーゲン・ニュービートル
ニュービートル（New Beetle）はドイツの自動車メーカー、フォルクスワーゲンの自動車である。

## 概要
フォルクスワーゲン・ゴルフIV等と共通の「A4」プラットフォームをベースに設計され、往年の名車「タイプ1」をモチーフとしたデザインのクーペボディが与えられている。車名はタイプ1のニックネーム「ビートル」に「ニュー」を付したもの。
生産はすべて、メキシコ・プエブラにあるフォルクスワーゲンの工場で行われた。ただしカブリオレの幌部分だけはドイツから船便輸送している。
1994年1月に北米国際自動車ショー（デトロイトモーターショー）にて発表されたコンセプトカー「コンセプトI」が原型。翌1995年10月の東京モーターショーでは、より市販型に近づいた「二代目コンセプトI」が世界初公開された。発表時は公式に市販化が決まっていなかったが、同会場では予約注文のイベントが開催され、大好評を博した。製造開始は1998年。1999年から日本での販売が始まった。当初は左ハンドルのみ輸入されたが、のちに右ハンドルも追加されるようになった。
そのスタイルは、市販型では地味で類型的な印象の強かったデザインの刷新役として、世界的に注目された。初代ビートルの不変のスタイリングであった「円弧」のモチーフを現代化したデザインが特徴であり、また室内空間でも、大きな円形メータークラスターや、ステアリングホイール脇に設けられた「一輪挿し」といった、初代ビートルの時代のモチーフを流用している。
リアエンジン車であった初代ビートルのデザインを、フロントエンジンの前輪駆動車にに転用したため、エンジンスペースは室内に食い込み、長大なダッシュボードとなり、後席空間は制限され居住性や使い勝手は犠牲にされている。車体後方の見切りも悪く、後退には慣れが必要。独特なデザインは空気抵抗面でも不利であり、同じエンジンを積んだゴルフIVやボーラと比べると燃費は悪化している。
機構面では、サスペンションは前輪が独立ストラット式、後輪が半独立トレーリングアーム式となっている。駆動方式は前輪駆動である。
2005年にフェイスリフトを行い、ヘッドライト、フロント・リアバンパーおよびフェンダー、テールライトの形状が変更された。それに伴い全長なども変化している。室内もスピードメーターのデザイン変更、ベンチレーション吹出口のメッキリング追加などが行なわれている。サイドミラーの形状も変えられ視野が改善されている。
2008年3月、日本仕様に小改良が行われ、トランスミッションはアイシンAW（現:アイシン）製の6速ATのみの設定となった。かつては5速MT、4速ATの設定もあった。
エンジンは直列4気筒の1.6Lと2.0L SOHC（いずれもNA）で、フォルクスワーゲンの最新技術であるFSIエンジンは搭載されていない。2006年モデルから日本仕様ではDOHCターボエンジンがカタログから姿を消した。
2008年モデルでは、北米仕様は直列5気筒2.5Lのみの設定。欧州仕様は上記日本仕様に加えて直列4気筒1.4Lと同1.8Lターボ、同1.9LTDIディーゼルが設定されている。
2010年3月、年内で生産終了することが発表され、同月2日より特別仕様の「プライムエディション」が発売された。

### バリエーション

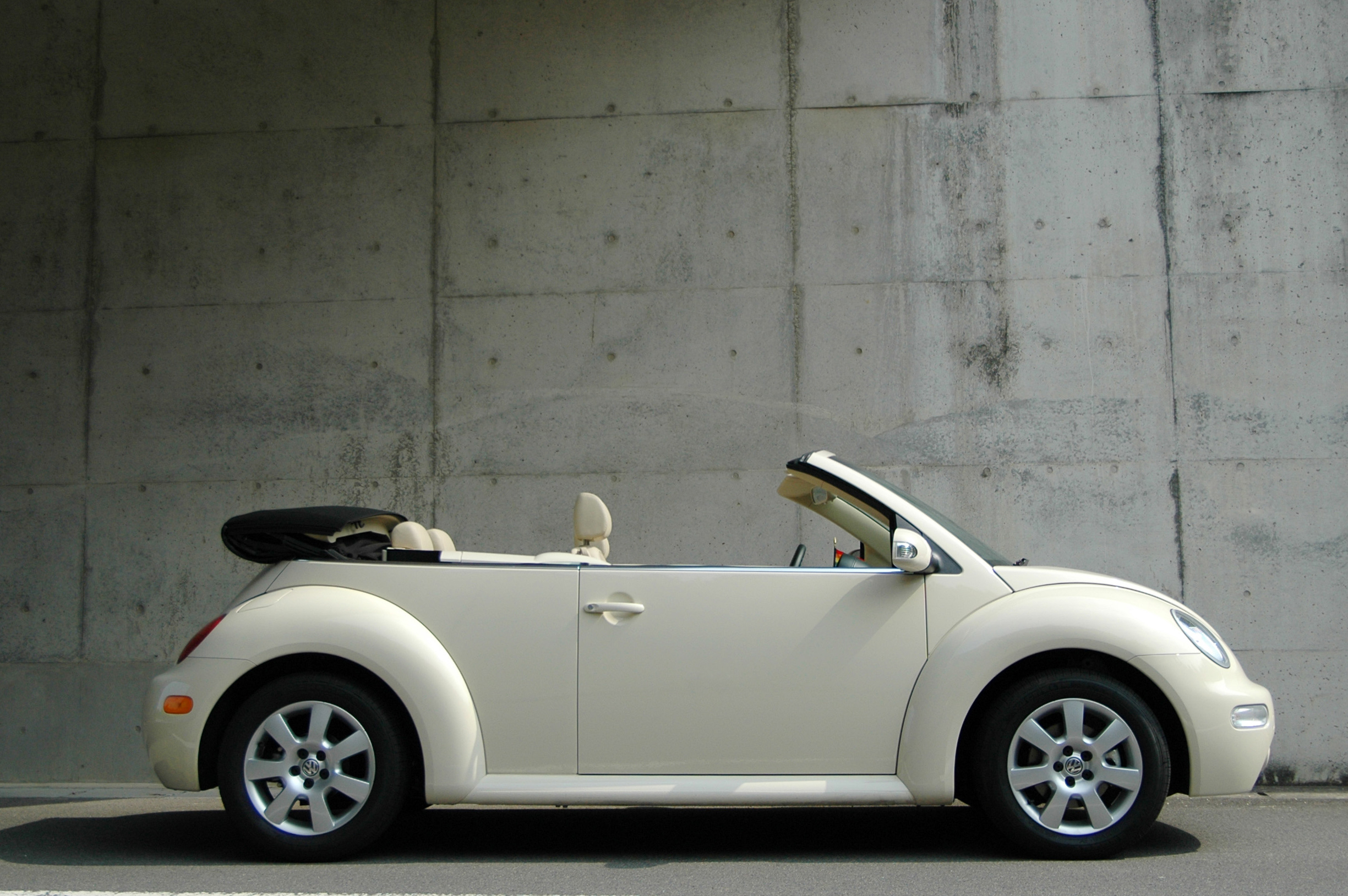
ニュービートルカブリオレ

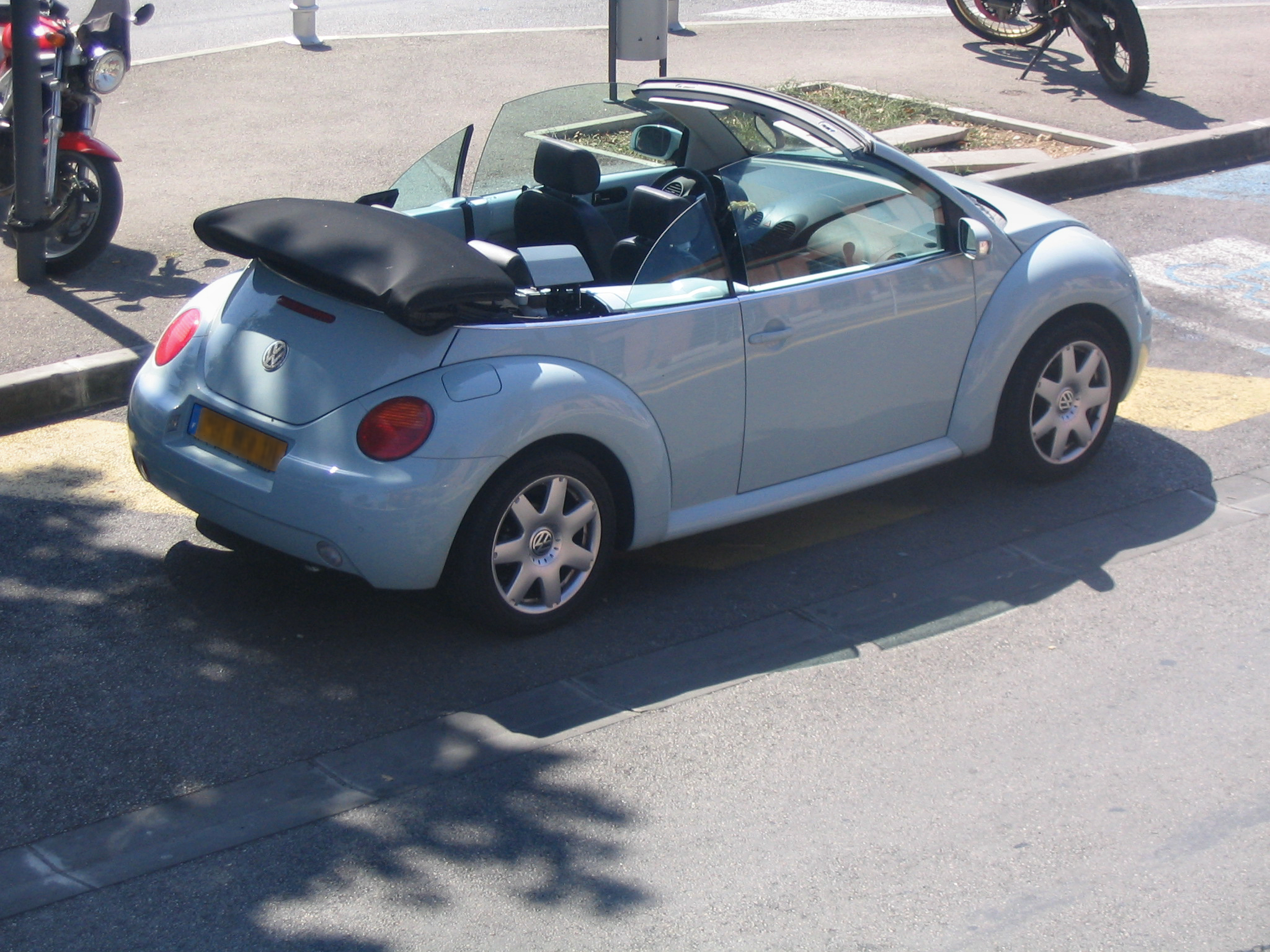
幌を開いた状態

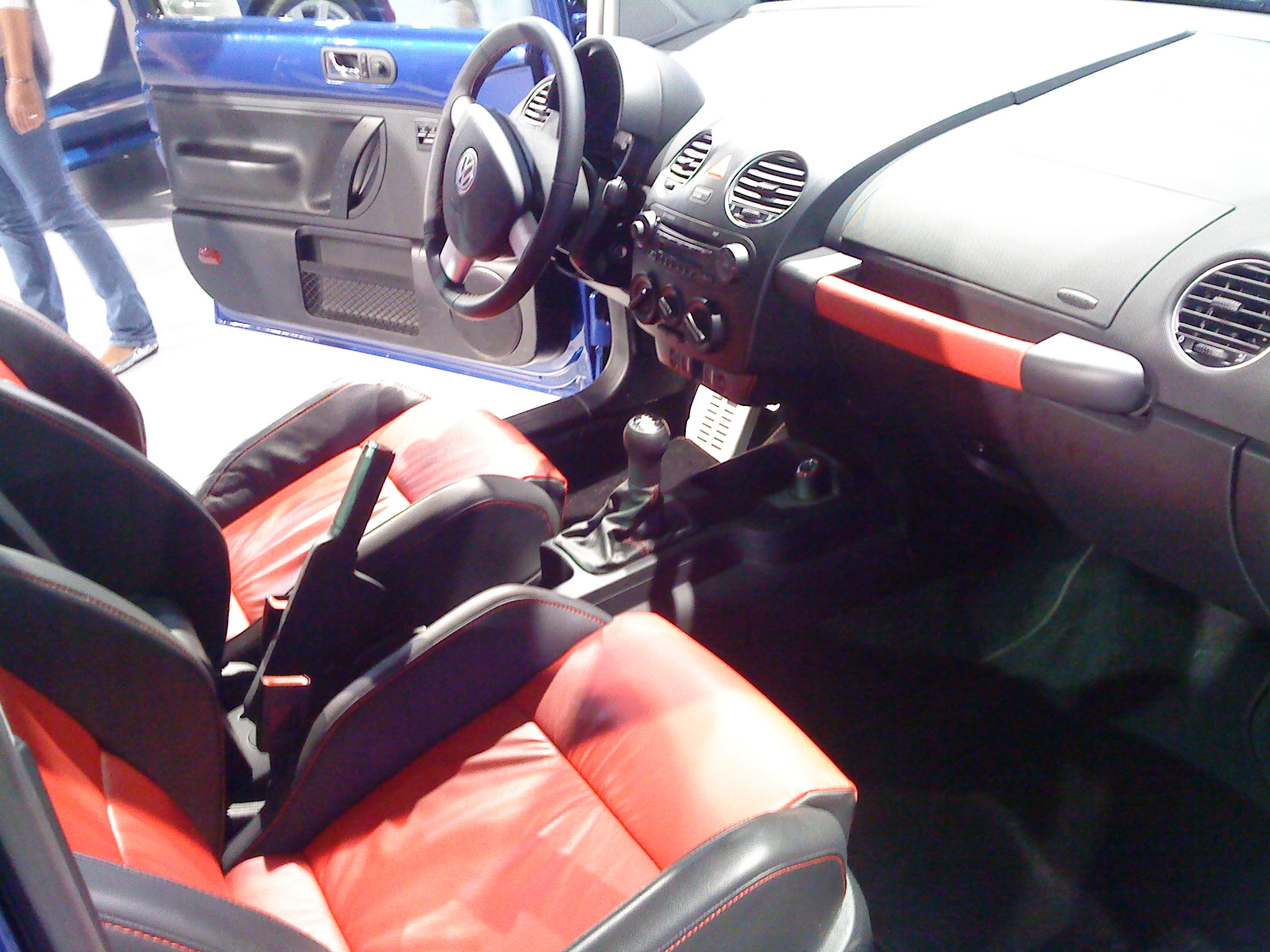
インテリア

カブリオレ（オープンカー）
日本へは2003年6月に導入された。日本仕様は直列4気筒2.0L SOHCエンジンに6速AT（ティップシフト機構付き）を搭載し、前輪を駆動する。屋根部分はカブリオテックスと呼ばれる布製で、電動にて開閉（アクションはZ字型）し、その所要時間は約13秒である。このカブリオレの架装設計を手がけたのは同じドイツのカルマン社である。
安全装置としては、ロールオーバープロテクション（車体の転倒時に瞬時に飛び出るバー）が座席の後ろに装備されており、これにより転倒時、乗員の頭部が車体と路面により潰されることを防いでいる。単純なロールバーの設置のみにとどまったゴルフとは異なる仕様となり、デザイン面での洗練化が図られた。
オープン時の幌は車内に格納せず、車体後方ベルトライン上へ載せるように畳まれる。これは初代ビートルのカブリオレと同じ手法である。
RSi
2001年に発売された限定車で、世界限定250台、日本ではそのうち45台が販売された。前後バンパーの大型化、前後フェンダーの大型化、大型リアスポイラー、18インチタイヤの装着などでノーマルとは大きく異なるワイドボディ（全幅が110mm程拡大している）に、225馬力を発生する3.2LのBFH型V型6気筒SOHCエンジンを搭載。四輪駆動（4モーション）と6速MTが組み合わせられる。内装では前2席にレカロ製フルバケットシートを装備し、スイッチやレバーの素材にはアルミニウム合金やカーボンを多用。窓開閉は電動ではなく手巻き式、イグニッションキーもセンターコンソール上に移設するなど、雰囲気を重視している。
日本での販売価格は895万円で、当時日本国内で販売されていたフォルクスワーゲン車の最高金額を更新した（後にトゥアレグW12スポーツがさらに更新）。